# Tatiana Hidalgo-Marí
Tatiana Hidalgo-Marí (Almoines, Safor, 1985) és una escriptora valenciana i teòrica de la televisió i les industries audiovisuals.

## Trajectòria
Va estudiar la Llicenciatura en Publicitat i Relacions Públiques i un Màster en Comunicació i Industries Creatives a la Universitat d'Alacant. L'any 2013 obté el Doctorat en Comunicació Audiovisual i Publicitat per la Universitat d'Alacant, amb una tesi que analitzava el mite de la femme fatale en diversos discursos culturals.
És Professora titular de Semiòtica al Departament de Comunicació i Psicologia Social de la Universitat d'Alacant. Ha impartit docència a la Universitat Politècnica de València, en assignatures sobre cinema i audiovisual, així com a la Universidad Internacional de La Rioja, a la Universitat Camilo José Cela i a la Universitat Europea Miguel de Cervantes, entre d'altres. Ha publicat més de cinquanta articles científics sobre formats de ficció, cinema i televisió i ha coordinat més de vint obres relacionades amb el discurs audiovisual, la comunicació i l'alfabetitzacio mediàtica. Fruït de la seva trajectoria investigadora, l'any 2020, desprès d'obtindre un projecte d'I+D emergent de la Universitat d'Alacant, crea Teletropias: Observatori del discurs televisiu, un observatori multidisciplinar sobre televisió i continguts televisius en el que participen investigadors i investigadores de diverses universitats espanyoles i iberoamericanes.
Participa activament en activitats de transferència del coneixement, en concret, col·laborant amb empreses i institucions relacionades amb el món audiovisual i la ficció televisiva, com The Twisted Mirror Podcast o Infomix (2022-2023), entre d'altres.
L'any 2022 va guanyar el Premi Valencia Nova de Poesia en valencià amb el seu primer poemari "Mise en abyme", publicat per Editorial Bromera. També ha estat finalista a la XXIV Mostra i III Concurs de poesia d'Avinyonet de Puigventós, amb l'obra titulada "La vanitat".

## Obres

### Investigació i obres col.lectives
- Mujer y televisión. Géneros y discursos en la pequeña pantalla. Editorial UOC, 2018.[6]
- Rebel Girls! Desigualdad de género, discursos y activismo en la industria musical. Gedisa, 2023[7]
- La comunicación desde una perspectiva global:El camino hacia la alfabetización mediática. Editorial Fragua, 2023.[8]
- La innovación docente, a debate. Aplicaciones en torno a la Comunicación Audiovisual, Publicidad, Relaciones Públicas y Periodismo. Editorial Fragua, 2022.[9]
- La narrativa audiovisual. Del concepto a la alfabetización mediática. Editorial Fragua, 2020.[10]
- Influencias y consecuencias de la pandemia en la Comunicación. Editorial Fragua,2022.[11]
- Comunicación, periodismo y publicidad. Retos profesionales en tiempos de crisis. Editorial Fragua, 2021.[12]
- Perspectivas y tendencias en la investigación en comunicación: Hacia dónde vamos. Editorial Fragua, 2020.[13]
- Comunicación y entretenimiento: cambio, continuidad e innovación. Editorial Fragua, 2024.[14]
- Las series españolas en 2021. I Informe Anual de Teletropías: Observatorio del discurso televisivo. Universitas, 2022.[15]

#### Literatura. Obra poètica.
- Mise en abyme (Edicions Bromera, 2022). Premi Valencia Nova de Poesia en Valencià.[4]
- La vanitat (2023) (Avinyonet de Puigventós, 2023). Finalista premi de poesia d'Avinyonet de Puigventós.[5]